# Barbara Grabka
Barbara Grabka (z d. Majcher) – polska filolog, polonistka, językoznawczyni.

## Życiorys
Do szkoły uczęszczała w Bobowej. Ukończyła studia w zakresie filologii polskiej na Uniwersytecie Jagiellońskim w 1985. Stopień doktora nauk humanistycznych uzyskała w 2000 w Instytucie Języka Polskiego PAN. Stopień doktora habilitowanego otrzymała w tej samej instytucji w 2013. Pełni funkcję wiceprzewodniczącej Rady Naukowej Instytutu. Zajmuje się dialektologią i leksykografią gwarową. Jest autorką książek Nagłos wokaliczny w gwarach polskich (Kraków 2002) i Obrzędowość roku kościelnego w gwarach polskich. Od adwentu do zapustów (Kraków 2012).